# Soundanais
Cet article possède un paronyme, voir soudanais.
Cet article concerne la langue soundanaise. Pour le peuple soundanais, voir Soundanais (peuple).
Le soundanais (Basa Sunda) est la langue vernaculaire du peuple soundanais qui habite à l'ouest de Java en Indonésie. Elle forme à elle seule un rameau de la branche malayo-polynésienne des langues austronésiennes.

## Présentation
Avec près de 35 millions de locuteurs, appelés Soundanais, elle est, après le javanais dont elle se distingue, la deuxième langue régionale (bahasa daerah) d'Indonésie. Elle est parlée dans la plus grande partie des provinces de Java occidental et Banten.
Il existe plusieurs dialectes soundanais, dont les principaux sont :
- Priangan
- Banten
- Bogor

En revanche, le parler de Cirebon n'est pas sundanais mais javanais.
En raison de l'influence de la culture javanaise, qui date de l'époque du royaume de Mataram, le soundanais, en particulier dans la région du Priangan, présente différentes versions, dont la plus formelle est le « halus », celle à usage familier et quotidien est le « loma » ou « lancaran ». Il existe également des versions dites « informelle » ou « kasar ».
Dans les régions montagneuses et la majeure partie de Banten, la version la plus courante est le « loma ». Cette version est considérée comme « très dure » par les gens de Bandung. Dans le centre de Java, le sundanais est parlé principalement dans les régions de Brebes et Cilacap.

## Phonétique et phonologie

### Voyelles
Le soundanais comporte 7 voyelles.
|          | Antérieures | Centrales | Postérieures | Postérieures |
| arr.     | Antérieures | Centrales | non arr.     |              |
| -------- | ----------- | --------- | ------------ | ------------ |
| Fermées  | [i] (i)     |           |              | [u] (u)      |
| Moyennes | [e~ɛ] (é)   | [ə] (e)   | [ɤ] (eu)     | [o] (o)      |
| Ouvertes | [a] (a)     |           |              |              |

### Consonnes
Le soundanais comporte 19 consonnes :
|            |            | Labiales | Alvéolaires | Palatales  | Vélaires   | Glottales |
| ---------- | ---------- | -------- | ----------- | ---------- | ---------- | --------- |
| Nasales    | Nasales    | [m] (m)  | [n] (n)     | [ ɲ] (ny)  | [ŋ] (ng)   |           |
| Occl.      | sourdes    | [p] (p)  | [t] (t)     | [ t͡ʃ ] (c) | [k] (k, q) | [ʔ] (k)   |
| Occl.      | sonores    | [b] (b)  | [d] (d)     | [ d͡ʒ] (j)  | [g] (g)    |           |
| Fricatives | Fricatives |          | [s] (s)     |            |            | [h] (h)   |
| Spirantes  | Spirantes  |          | [l] (l)     | [ j] (y)   | [w] (w)    |           |
| Roulées    | Roulées    |          | [r] (r)     |            |            |           |

## Histoire

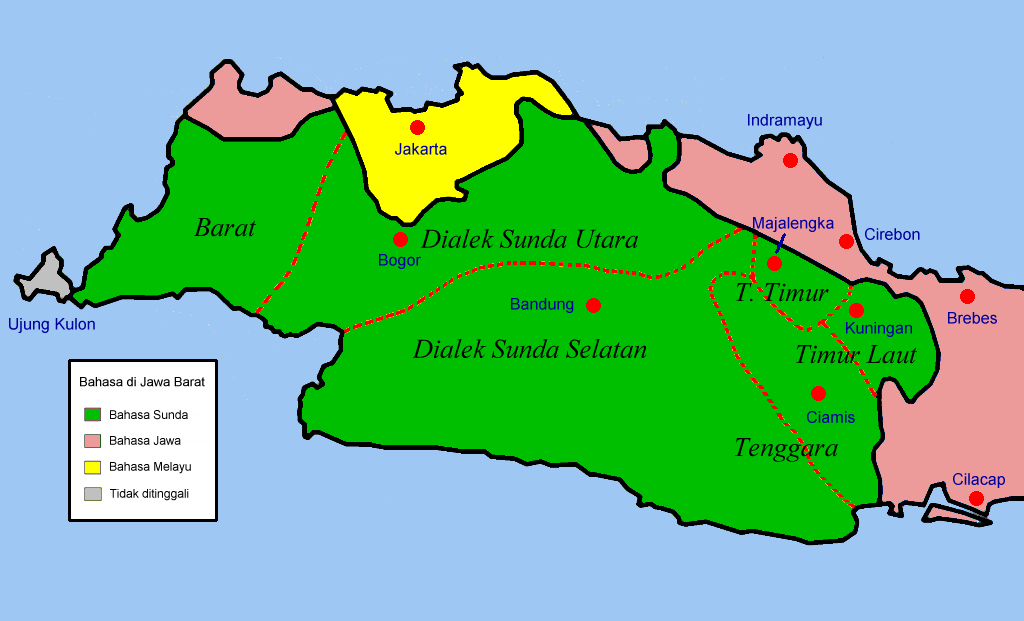
Aire linguistique du sundanais (en vert)

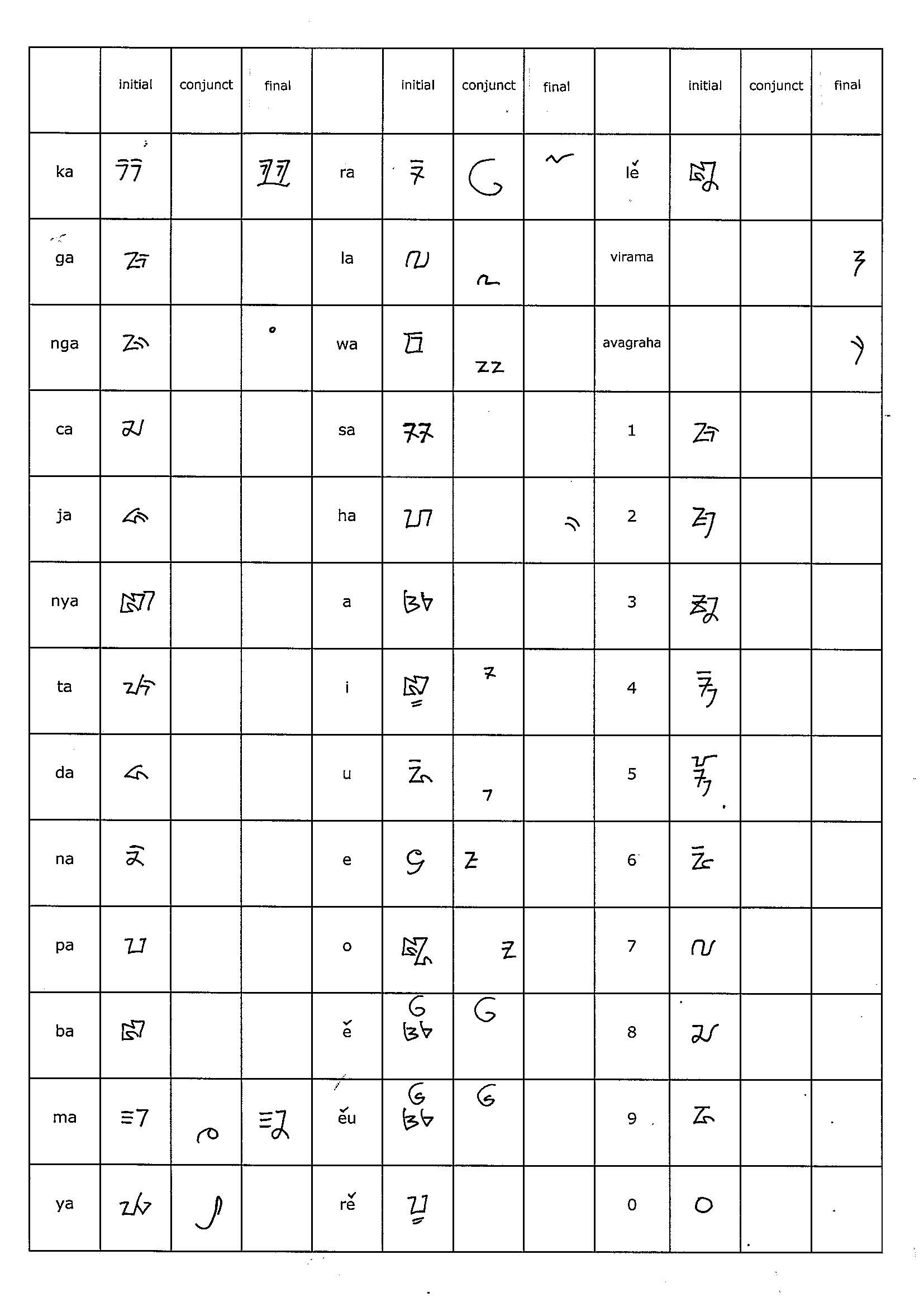
L'alphasyllabaire sundanais ancien

Le plus ancien document rédigé en sundanais connu à ce jour sont les inscriptions (prasasti) dites « d'Astana Gede » ou « de Kawali », découverte dans le kabuyutan du village de Kawali, dans le kabupaten de Ciamis à Java occidental. Au nombre de six, elles sont écrites dans l'ancien alphabet sundanais « kaganga ». Bien qu'elles ne contiennent pas de date, on les date de la deuxième moitié du XIVe siècle en raison du nom du roi qu'elles mentionnent, Niskala Wastu Kancana.
L'inscription Kawali I contient le texte suivant sur sa face :
| Texte en soundanais | Traduction en français |
| --- | --- |
| - nihan tapa kawa- - li nu sang hyang mulia tapa bha- - gya parĕbu raja wastu- - mangadĕg di kuta ka- - wali nu mahayuna kadatuan - sura wisesa nu marigi sa- - kuliling dayĕh nu najur sakala - desa aja manu panderi pakĕna - gawe ring hayu pakĕn hebel ja- - ya dina buana | - Voici la trace à Kawa- - li du noble - roi Wastu - qui a construit une forteresse à Ka- - wali, qui a embelli le palais - de Surawisesa, qui a construit un fossé au- - tour du royaume, qui a rendu prospères tous les - villages. À ceux qui viendront, nous demandons - de travailler au salut comme base de la vic- - toire dans le monde. |

et sur sa tranche :
| Texte en soundanais                                                                             | Traduction en français |
| ----------------------------------------------------------------------------------------------- | --- |
| - hayua diponah-ponah - hayua dicawuh-cawuh - inya neker inya angger - inya ninycak inya rempag | - Ne les détruisez pas ! - Ne les traitez pas inconsidérément ! - Celui qui les respecte, restera. - Celui qui les foule, sera détruit. |